# Marc Ó Cathasaigh
Marc Ó Cathasaigh (né le 3 janvier 1977 à Waterford en Irlande) est un homme politique Irlande qui représente la circonscription de Waterford entre 2020 et 2024 sous la bannière du Parti vert,,.

## Biographie
Ó Cathasaigh vient de Butlerstown. Il gradue en anglais et en philosophie puis en vieil et moyen anglais de l'university College Cork. Par la suite, il étudie pour devenir enseignant au Trinity College.
Ó Cathasaigh est membre du conseil municipal et de comté de Waterford pour Tramore entre 2019 et 2020. À son élection au parlement fédéral, il est remplacer à ce poste par Laura Swift. Avant son élection, il est enseignant à la Glór na Mara située à Tramore et dirige la Waterford Cycling Campaign.
Ó Cathasaigh perd son siège lors des élections de 2024.

## Vie personnelle
Ó Cathasaigh vit à Tramore dans le Comté de Waterford. Il est marié à Róisín O'Grady avec qui il a trois enfants.